# ドロ作戦
ドロ作戦（フランス語：Opération Doro）は、マリ北部紛争に介入したフランス軍とマリ軍による軍事作戦。マリ＝フランス連合軍によるガオ市奪還後、ガオ州の支配権確立のため州内に出現するイスラム過激派武装勢力を掃討すべく、主にガオ市の東部一帯に部隊を展開し攻勢を仕掛ける。

## 各勢力の状況
2013年2月27日、ドロ作戦が発動される。作戦目的はガオ市周辺に出現するイスラム過激派武装勢力の掃討で、実施部隊にはガオに拠点を置く第92歩兵連隊をもって第2統合戦闘群（GTIA 2）を編組し、指揮官にはベール大佐が命じられる。統合戦闘群はVBCI装輪歩兵戦闘車を装備している、そして第11海兵砲兵連隊所属のカエサル 155mm自走榴弾砲も伴っており、地上部隊はティーガー攻撃ヘリコプターとガゼル戦闘ヘリコプターを装備する航空群（GAM）の支援を受けている。
マリ軍部隊は作戦に参加しているがその戦力は不明である。
反乱軍のうち、いくつかのグループがガオ州内を占拠している。主なものはMUJAOのハマダ・ウルド・カイロウ指揮下にあると推測される。
AQIMやイスラム聖戦士血盟団はMUJAOと共に対決に参加していると推測される。2013年2月、モーリタニアのサハラメディア（Sahara Media）のサイト上では、AQMI構成員筋としてイスラム聖戦士血盟団の長は参加を否定している。フランス軍統合参謀総長は、モフタール・ベルモフタール司令官の生死は依然として不明であり、イフォガス山地でのイフォガスの戦いと同じくガオ州内での戦いが最後の戦闘となるであろうと明言する。2012年末には200人から300人の武装集団がいると推測される。

## イメナスの戦闘

### 経過
2月27日、ジュボック（Djebok）とテラタイ（Telatais）の町の間にある村イメナス（Imenas）を制圧する。イスラム戦闘員との交戦でヘリコプターやVBCI装輪歩兵戦闘車が投入され、イスラム戦闘員を退却させた。フランス軍が村を管理下に置いた後、工兵が不審物の捜索を行った。しかし、3月1日にイスラム武装勢力が村に対して攻撃を仕掛け、衝突は0930時から1400時まで続き、ヘリコプターとミラージュ2000D戦闘爆撃機の空爆により撃退した。
発見された2個の即席爆発装置は3月1日および2日に破壊処分された。

### 損失
在ガオのマリ軍報道官ディアラ大尉（Diarra）による損害報告によれば、マリ＝フランス連合軍は全く損害を出さず、対するイスラム戦闘員については52人を殺害し、協力容疑者50人を逮捕したと述べている。ジャーナリストによる取材でもマリ軍兵士の証言と取り付け、マリ軍の損害がなかったことを確認している。電話口からは「私は金曜日のイメナスの戦闘に参加した。我々はMUJAOの拠点を破壊し、多数の戦闘員の死体があった。我々の隊列はガオまで帰還した。」と述べている。マリ軍士官によれば「奇襲を受け、即座に銃撃戦に突入した。MUJAO戦闘員は52人を殺害し、当方の兵士は1人が軽微な負傷だけで済んだ。」と述べる。
MUJAO側の損害について、聖戦運動のスポークスマンは全く伝達されていないと明言する。「我々は金曜日にガオの東60kmの地点でマリ軍およびフランス軍と交戦できたことを（神に）感謝する。我々は戦果を確認中である。」と述べる。
フランス軍は3月1日の時点で無力化した（死傷両方を含む）イスラム戦闘員について、約40人程度であると推定し、BTR-60装輪装甲車1台とピックアップトラック3台を破壊する。

## タンケラテンの戦闘

### 経過
3月6日、マリ＝フランス連合軍はガオの東100kmとイメナス（Imenas）の北東に位置するタンケラテン・ワジ（Tin Keraten）にてイスラム武装勢力と交戦する。マリ軍部隊はタンケラテン付近に到着したところ、イスラム過激派によって攻撃される。フランス軍は増援として戦闘機やティーガー攻撃ヘリコプターとガゼル戦闘ヘリコプターは派遣し、その後地上部隊を到着させる。

### 損失
マリ＝フランス側について、マリ軍は4人の負傷者を出し、フランス軍では第68アフリカ砲兵連隊所属のヴィルフリード・パングー陸軍砲兵伍長（brigadier-chef Wilfried Pingaud）が瀕死の重傷を負い、ベルギー軍のアグスタ A109救急・救難ヘリコプターでガオの医療拠点まで搬送されるが、数時間後手当の甲斐なく死亡する。
MUJAO側について、フランス軍参謀本部の発表ではイスラム戦闘員10人が「制圧」されたと推定される。

## ジュボックの戦闘

### 経過
3月12日から17日にかけて、フランス兵460人からなる第2統合戦闘群はドロ3号作戦に投入される。統合戦闘群は2個の統合戦闘隊（SGTIA）に分割される。工兵・砲兵・航空機グループ（GAM）はジュボック（Djebok）北東30kmにあるゴラム（Goram）に進出する。この時点で、第2統合戦闘群とイスラム戦闘員との間で短距離および標準射程内で銃撃戦や罠などの障害で交戦を繰り広げる。GAMのヘリコプターやカエサル砲兵システム、VBCI装輪歩兵戦闘車による戦闘加入によりイスラム戦闘員を撃退する。

### 損失
フランス軍参謀本部によると約15人のイスラム戦闘員を無力化しピックアップトラック8台を破壊し、いくつかの地雷やIEDも破壊する。テウルテリス村（Teurtelis）やテミュイ村（Temuy）、ゼコーアン村（Zekouan）内にてPKM機関銃や14.5mm機関銃2丁をはじめとする多数の軍用品を発見し鹵獲している。
3月17日夜から18日未明にかけて、ガオ市北方にていくつかの爆発音が確認された。その後、フランス軍偵察部隊によって122mmロケット弾発射筒4基が破壊される。